# Qomsheh-ye Tappeh Qāsem
Qomsheh-ye Tappeh Qāsem (persiska: قمشه تپه قاسم) är en ort i Iran.   Den ligger i provinsen Kermanshah, i den västra delen av landet, 400 km väster om huvudstaden Teheran. Qomsheh-ye Tappeh Qāsem ligger 1 384 meter över havet och antalet invånare är 333.
Terrängen runt Qomsheh-ye Tappeh Qāsem är kuperad åt nordost, men åt sydväst är den platt.Runt Qomsheh-ye Tappeh Qāsem är det ganska tätbefolkat, med 185 invånare per kvadratkilometer. Närmaste större samhälle är Kermānshāh, 15,9 km öster om Qomsheh-ye Tappeh Qāsem. Omgivningarna runt Qomsheh-ye Tappeh Qāsem är i huvudsak ett öppet busklandskap.